# Hiroya Saitō
Hiroya Saitō (jap. 斉藤 浩哉, Saitō Hiroya; * 1. September 1970 in Yoichi, Hokkaidō) ist ein ehemaliger japanischer Skispringer beim Unternehmen Yukijirushi Nyūgyō.

## Werdegang
Saitō gab sein Weltcupdebüt beim Skispringen in seiner Heimat Sapporo am 14. Dezember 1991, wo er auf Anhieb unter die ersten 50 kam und sich somit für den Hauptbewerb qualifizierte. Seine ersten Weltcuppunkte sammelte er aber fast 2 Jahre später in Oberstdorf bei der Vierschanzentournee 1993. Es dauerte abermals wieder fast 2 Jahre, bis er sein erstes Top-Ten-Ergebnis einfahren konnte. Anfang 1995 erreichte er auf der Normalschanze den guten 6. Platz, auf der Schanze, wo er sein Debüt gegeben hat (Sapporo). Dieses gute Ergebnis sicherte ihm einen Platz bei den Weltmeisterschaften, diesen Platz rechtfertigte er mit einem sensationellen 2. Platz auf der Normalschanze, geschlagen nur von seinem Teamkollegen Takanobu Okabe. Auch im Team konnten sich der Japaner mit dem 3. Platz eine Medaille "abholen".
Seinen ersten Weltcuppodestplatz feierte er mit seinem Sieg auf der Normalschanze in Chamonix Ende 1995.
Saitō war von nun an ein konstanter Top-10-Springer, der sich 1997 mit Silber im Teamwettbewerb seine 3. Weltmeisterschaftsmedaille ersprang. Im Gesamtweltcup und bei der Vierschanzentournee wurde er 1997 jeweils Fünfter. Im Disziplinenweltcup Skispringen belegte er den dritten Gesamtrang. Bei der Vierschanzentournee 1998 war Saitō mit Rang zwei in Obersdorf und Rang drei in Garmisch-Partenkirchen auf Podiumskurs. Beim letzten Springen in Bischofshofen konnte er sich aber als 35. nicht für den zweiten Durchgang qualifizieren und fiel auf Rang 13 zurück. Sein größter Erfolg ist zweifelsohne der Sieg bei den Olympischen Spielen 1998 vor eigenem Publikum in Nagano, wo man die Konkurrenz um fast 40 Punkte distanzierte.
In den darauf folgenden Jahren gelang es Saitō nicht an die Leistungen der Jahre 1996 bis 1998 anzuknüpfen. 1999 waren Top-10-Plätze mehr die Ausnahme, als die Regel und 2000 war die Qualifikation für die ersten 30 schon ein Problem. Seinen letzten Wettkampf außerhalb Japans bestritt er beim Saisonfinal 2000 im slowenischen Planica. Dort belegte er Rang 15 im Skifliegen. Am 26. Januar 2002 startete er in Sapporo letztmals bei einem Weltcupwettbewerb. Saitōs letzter internationaler Wettbewerb war am 13. März 2003 der Continental-Cup-Wettbewerb in Yamagata.
Im selben Monat wurde er Coach der Ski-Mannschaft von Yukijirushi Nyūgyō und im April 2006 Cheftrainer.
Saitō kann in seiner Karriere 16 Weltcuppodestplätze, 2 Weltcupsiege (in Chamonix und Willingen), 3 Weltmeisterschaftsmedaillen und eine olympische Goldmedaille vorweisen.

## Erfolge

### Weltcupsiege im Einzel
| Nr. | Datum             | Ort       | Typ           |
| --- | ----------------- | --------- | ------------- |
| 1.  | 17. Dezember 1995 | Chamonix  | Normalschanze |
| 2.  | 2. Februar 1997   | Willingen | Großschanze   |

### Weltcupsiege im Team
| Nr. | Datum        | Ort   | Typ         |
| --- | ------------ | ----- | ----------- |
| 1.  | 2. März 1996 | Lahti | Großschanze |

### Weltcup-Platzierungen
| Saison  | Platz | Punkte |
| ------- | ----- | ------ |
| 1993/94 | 42.   | 073    |
| 1994/95 | 27.   | 151    |
| 1995/96 | 08.   | 747    |
| 1996/97 | 05.   | 923    |
| 1997/98 | 05.   | 962    |
| 1998/99 | 23.   | 261    |
| 1999/00 | 20.   | 264    |
| 2001/02 | 63.   | 013    |

### Grand-Prix-Platzierungen
| Saison | Platz | Punkte |
| ------ | ----- | ------ |
| 1994   | 15.   | 548    |
| 1995   | 11.   | 830    |
| 1996   | 21.   | 054    |
| 1997   | 41.   | 010    |
| 1998   | 19.   | 072    |
| 1999   | 45.   | 007    |

### Schanzenrekorde
| Ort   | Land       | Weite               | aufgestellt am    | Rekord bis      |
| ----- | ---------- | ------------------- | ----------------- | --------------- |
| Stams | Österreich | 113,5 m (HS: 115 m) | 3. September 1995 | 22. August 1999 |